# Orodel (okręg Ardżesz)
Orodel – wieś w Rumunii, w okręgu Ardżesz, w gminie Recea. W 2011 roku liczyła 177 mieszkańców.